# برايان دوسن (لاعب دارت)
برايان دوسن (بالإنجليزية: Brian Dawson)‏ هو لاعب دارت بريطاني، ولد في 5 أكتوبر 1968 في Thurnscoe ‏ في المملكة المتحدة.

## وصلات خارجية
- برايان داوسون على موقع DartsDatabase.co.uk (الإنجليزية)